# The Kiss Land Fall Tour
Tournées par The Weeknd
The Fall Tour King of the Fall Tour
The Kiss Land Fall Tour est la deuxième tournée du chanteur canadien The Weeknd. La tournée débute le 6 septembre 2013 à Vancouver, Canada et se termine le 25 novembre 2013 à Londres,Royaume-Uni afin de promouvoir l'album Kiss Land.

## Setlist
Liste des chansons lors de la tournée.
1. Adaptation
2. Love in the Sky
3. Belong to the World
4. The Town
5. What You Need / Professional
6. House of Balloons / Glass Table Girls
7. Loft Music
8. The Morning
9. Remember You (reprise de Wiz Khalifa)
10. The Zone
11. High for This
12. The Party & the After Party
13. Kiss Land
14. Live For
15. Crew Love (reprise de Drake
16. Pretty
17. Wanderlust

## Dates
| Dates        | Villes        | Pays        | Première partie    |
| ------------ | ------------- | ----------- | ------------------ |
| 6 septembre  | Vancouver     | Canada      | Banks & Anna Lunoe |
| 7 septembre  | Vancouver     | Canada      | Banks & Anna Lunoe |
| 10 septembre | Seattle       | États-Unis  | Banks & Anna Lunoe |
| 13 septembre | Berkeley      | États-Unis  | Banks & Anna Lunoe |
| 14 septembre | Santa Barbara | États-Unis  | Banks & Anna Lunoe |
| 16 septembre | Los Angeles   | États-Unis  | Banks & Anna Lunoe |
| 17 septembre | Los Angeles   | États-Unis  | Banks & Anna Lunoe |
| 20 septembre | Broomfield    | États-Unis  | Banks & Anna Lunoe |
| 22 septembre | Grand Prairie | États-Unis  | Banks & Anna Lunoe |
| 23 septembre | Cedar Park    | États-Unis  | Banks & Anna Lunoe |
| 24 septembre | Houston       | États-Unis  | Banks & Anna Lunoe |
| 26 septembre | Tampa         | États-Unis  | Banks & Anna Lunoe |
| 27 septembre | Orlando       | États-Unis  | Banks & Anna Lunoe |
| 28 septembre | Miami         | États-Unis  | Banks & Anna Lunoe |
| 30 septembre | Atlanta       | États-Unis  | Banks & Anna Lunoe |
| 1er octobre  | Charlotte     | États-Unis  | Banks & Anna Lunoe |
| 2 octobre    | Durham        | États-Unis  | Banks & Anna Lunoe |
| 4 octobre    | Camden        | États-Unis  | Banks & Anna Lunoe |
| 5 octobre    | Washington    | États-Unis  | Banks & Anna Lunoe |
| 7 octobre    | New York      | États-Unis  | Banks & Anna Lunoe |
| 8 octobre    | New York      | États-Unis  | Banks & Anna Lunoe |
| 11 octobre   | Boston        | États-Unis  | Banks & Anna Lunoe |
| 13 octobre   | Chicago       | États-Unis  | Banks & Anna Lunoe |
| 14 octobre   | Chicago       | États-Unis  | Banks & Anna Lunoe |
| 15 octobre   | Détroit       | États-Unis  | Banks & Anna Lunoe |
| 17 octobre   | Toronto       | Canada      | Banks & Anna Lunoe |
| 20 octobre   | Toronto       | Canada      | Banks & Anna Lunoe |
| 21 novembre  | Birmingham    | Royaume-Uni | Banks & Anna Lunoe |
| 22 novembre  | Manchester    | Royaume-Uni | Banks & Anna Lunoe |
| 24 novembre  | Manchester    | Royaume-Uni | Banks & Anna Lunoe |
| 25 novembre  | Londres       | Royaume-Uni | Banks & Anna Lunoe |